# Präsident von Serbien

Standarte des Präsidenten der Republik Serbien

Die Liste der Präsidenten von Serbien enthält die Staatsoberhäupter von Serbien als selbstständigem Staat, also seit 2006.

## Stellung des Präsidenten
Der Präsident Serbiens (Präsident der Republik Serbien, serbisch: Predsednik Republike Srbije) wird direkt vom Volk gewählt. Seine Amtszeit beträgt fünf Jahre. Er kann maximal zwei Amtszeiten im Amt bleiben. Durch eine Zweidrittelmehrheit des Parlaments kann er abgewählt werden, wenn das Verfassungsgericht ihm einen Bruch der Verfassung vorwirft.
Er hat sowohl repräsentative Aufgaben als auch politische Funktionen. So schlägt er den Ministerpräsidenten (Regierungschef) vor und kann auf Antrag der Regierung über vorzeitige Neuwahlen des Parlaments entscheiden. Auch kann er Gesetze, an deren Verfassungsmäßigkeit er zweifelt, zur Beratung an das Parlament zurückverweisen.
Die Befugnisse des Präsidenten werden bei Krankheit, Rücktritt, Abwahl oder Tod bis zur Wahl eines Nachfolgers, die innerhalb von drei Monaten geschehen muss, vom Parlamentspräsidenten wahrgenommen.

## Liste
| # | Bild | Name                              | Amtsantritt  | Amtsaustritt  | Partei | Partei                  | Anmerkungen                                |
| - | ---- | --------------------------------- | ------------ | ------------- | ------ | ----------------------- | ------------------------------------------ |
| 1 |      | Boris Tadić Борис Тадић           | 5. Juni 2006 | 4. April 2012 |        | Demokratska Stranka     |                                            |
| 2 |      | Tomislav Nikolić Томислав Николић | 31. Mai 2012 | 31. Mai 2017  |        | Srpska Napredna Stranka | siehe Präsidentschaftswahl in Serbien 2012 |
| 3 |      | Aleksandar Vučić Александар Вучић | 31. Mai 2017 | amtierend     |        | Srpska Napredna Stranka | siehe Präsidentschaftswahl in Serbien 2017 |